# Роза (созвездие)

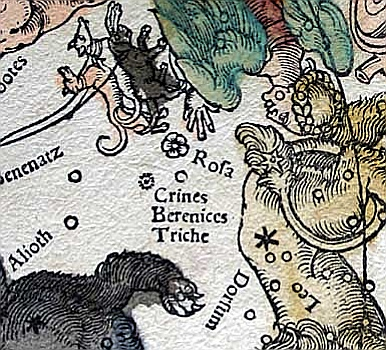
Роза на карте Апиана

Роза (лат. Rosa) — устаревшее созвездие северного полушария неба, или, возможно, астеризм в составе созвездия Волосы Вероники.
Впервые появляется на карте Imagines Syderum Coelestium Апиана в 1536 году, повторено в его же «Звёздной карте», включённой в «Императорский Астрономикон» (лат. Astronomicon Caesareum) в 1540 году рядом с Волосами Вероники. 

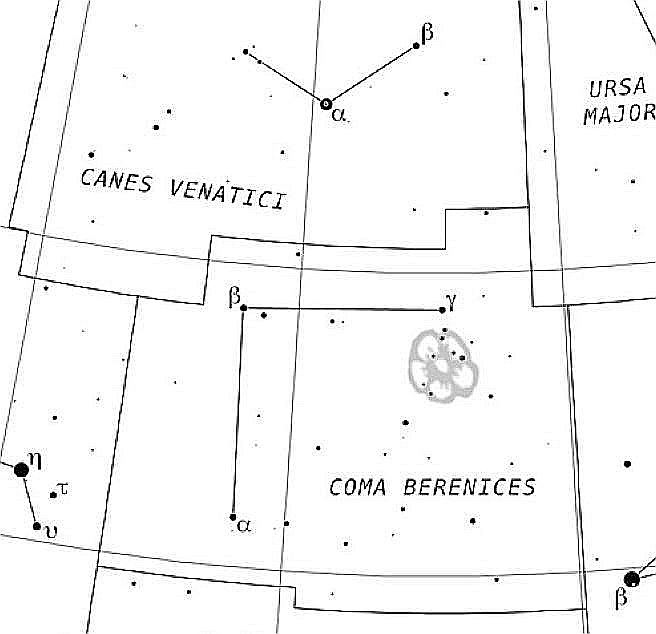
Роза на современной карте

Расположение Розы совпадает с рассеянным звёздным скоплением Мелотт 111, содержащим около 40 звёзд с блеском от 5 до 10 величины. Это объясняет его описание, данное Апианом как «туманная звезда».
У астрономов созвездие признания не получило.